# 等松农夫藏
等松农夫藏（とうまつ のぶぞう，1896年4月25日—1980年12月28日），日本帝国时代海军少將。原为日本帝国海军军需官，后成为会计师，其事務所後被德勤收購。

## 军事生涯
等松出生在群馬县，1917年自海军军需官学院毕业，之后的五年间在多条舰艇上服过役，包括扶桑级战列舰扶桑（Fuso），伊势级战列舰日向（Hyuga），巡洋舰浅間（Asama）、出雲（Izumo），最上级巡洋舰最上（Mogami）以及知床（Shiretoko）。1922年，他从海上被调到佐世保（Sasebo）军港担任行政职务：不久即担任舰船和航空司令部的军械会计员。1934年，他被任命为日本帝国驻伦敦大使馆的海军专员，在此位任职直至1936年。
第二次世界大战期间，等松获得上校军衔，并在海军司令部若干部门担任过负责人，包括后勤处和财务处。他也是海军事务处的一员。1945年5月，他被升为海军少将：随后在该年晚些时候日本投降，他帮助联军占领机构进行帐务管理并解除全国的军械供给。1946年8月他从海军退役。

## 二战后职业生涯
等松在1952年成为注册会计师，并进入东京一家外资会计师事务所工作，因为当时日本本土商业份额很小。等松成名的部分原因是1930年到1940年间大量日本财会人员都师从他的门下。1967年他成为日本注册会计师协会主席。
在此期间，日本政府开始刻意扶持其国内会计师事务所。等松趁機同他以前的学生富田巌一起建立了等松公司。富田巌是从沃顿商学院毕业的。从1968年开始。1993年，它被德勤收购，等松这一姓氏也被追加在公司名称之中。

## 参見
- 德勤